# David Brekalo
David Brekalo (Ljubljana, 1998. december 3. –) szlovén válogatott labdarúgó, az amerikai Orlando City hátvéde.

## Pályafutása

### Klubcsapatokban
David Brekalo Ljubljanában született. 2007-től a helyi Bravo utánpótlás csapatában nevelkedett.
2017-ben mutatkozott be a Bravo felnőtt csapatában. Először a 2019. július 14-ei, Olimpija Ljubljana elleni ligamérkőzésen lépett pályára. 2021-ben három és féléves szerződést írt alá a norvég első osztályban szereplő Viking együttesével. Első mérkőzésén, a Molde ellen 3–2-re megnyert találkozón, Brekalo szerezte a győztes gólt. 2024 februárjában az amerikai Orlando City szerződtette.

### A válogatottban
Brekalo az U18-as, az U19-es és az U21-es korosztályú válogatottakban is képviselte Szlovéniát.
2022-ben debütált a felnőtt válogatottban. Először a 2022. március 26-ai, Horvátország ellen 1–1-es döntetlennel zárult mérkőzésen lépett pályára. Első válogatott gólját 2023. március 23-án, Kazahsztán ellen 2–1-re megnyert EB-selejtezőn szerezte meg.

## Statisztikák
2022. április 15. szerint
| Klub     | Szezon   | Osztály     | Bajnokság | Bajnokság | Kupa  | Kupa | Nemzetközi | Nemzetközi | Összesen | Összesen |
| Klub     | Szezon   | Osztály     | Meccs     | Gól       | Meccs | Gól  | Meccs      | Gól        | Meccs    | Gól      |
| -------- | -------- | ----------- | --------- | --------- | ----- | ---- | ---------- | ---------- | -------- | -------- |
| Bravo    | 2019–20  | Prva Liga   | 23        | 3         | 0     | 0    | —          | —          | 23       | 3        |
| Bravo    | 2020–21  | Prva Liga   | 31        | 3         | 0     | 0    | —          | —          | 31       | 3        |
| Bravo    | 2021–22  | Prva Liga   | 3         | 0         | 0     | 0    | —          | —          | 3        | 0        |
| Bravo    | Összesen | Összesen    | 57        | 6         | 0     | 0    | 0          | 0          | 57       | 6        |
| Viking   | 2021     | Eliteserien | 11        | 2         | 0     | 0    | —          | —          | 11       | 2        |
| Viking   | 2022     | Eliteserien | 26        | 2         | 4     | 1    | 6          | 0          | 36       | 3        |
| Viking   | 2023     | Eliteserien | 2         | 0         | 2     | 0    | —          | —          | 4        | 0        |
| Viking   | Összesen | Összesen    | 39        | 4         | 6     | 1    | 6          | 0          | 51       | 5        |
| Összesen | Összesen | Összesen    | 96        | 10        | 6     | 1    | 6          | 0          | 108      | 11       |

### A válogatottban
| Válogatott | Év       | Pályára lépés | Gól |
| ---------- | -------- | ------------- | --- |
| Szlovénia  | 2022     | 6             | 0   |
| Szlovénia  | 2023     | 5             | 1   |
| Szlovénia  | 2024     | 8             | 0   |
| Szlovénia  | 2025     | 1             | 0   |
| Összesen   | Összesen | 20            | 1   |

#### Góljai a válogatottban
| # | Időpont           | Helyszín                           | Ellenfél   | Gólok | Eredmény | Kiírás               |
| - | ----------------- | ---------------------------------- | ---------- | ----- | -------- | -------------------- |
| 1 | 2023. március 23. | Asztana Aréna, Asztana, Kazahsztán | Kazahsztán | 1–1   | 2–1      | 2024-es EB-selejtező |